# Szczuczarz
Szczuczarz (pol. hist. Czuczarz) – wieś w Polsce położona w województwie zachodniopomorskim, w powiecie wałeckim, w gminie Człopa.

## Historia
Wieś pierwotnie związana była z Wielkopolską. Istnieje co najmniej od pierwszej połowy XVI wieku. Po raz pierwszy wymieniana w dokumencie z 1532 jako Czuczarz, 1546 Czuczarzs, 1581 Czuczacz.
W XVI wieku miejscowość była własnością szlachecką należącą do polskiego szlacheckiego rodu Czarnkowskich herbu Nałęcz III. W 1532 kasztelan bydgoski Maciej Czarnkowski, w podziale majątku ze swoim bratem Sędziwojem otrzymał m.in. wieś opustoszałą Czuczarz w Człopskiej Puszczy leżącą w dobrach czarnkowskich. W 1546 syn Sędziwoja Jan Czarnkowski w imieniu Czarnkowskich zgłosił prawo własności do wsi Żelichowo leżące w dobrach Wieleń oraz Szczuczarz w dobrach Czarnków. W 1557 kasztelan poznański Piotr Czarnkowski, syn kasztelana bydgoskiego Macieja, w działach z braćmi otrzymał m.in. części wsi Szczuczarz. W 1581 zapłacił on ze swojej części wsi pobór podatkowy od 15 kawałków roli po 7 groszy, od 9 zagrodników, od pasterza wypasającego 37 owiec oraz od jednego kowala.
W 1581 miejscowość leżała w powiecie poznańskim Korony Królestwa Polskiego, w parafii Człopa.
W wyniku II rozbioru Rzeczypospolitej w 1793, miejscowość przeszła w posiadanie Prus i jak cała Wielkopolska znalazła się w zaborze pruskim.
W latach 1975–1998 miejscowość administracyjnie należała do województwa pilskiego.

## Obecnie
Przez wieś przebiega droga krajowa nr 22. We wsi kościół filialny pw. św. Maksymiliana Kolbego z lat 1983–1984 oraz ruiny zabudowań folwarku – pałacu i zabudowań gospodarskich – z XVIII w. Pobliskie Jezioro Szczuczarz stanowi łowisko i miejsce rekreacyjne.